# Ischnus latus
Ischnus latus là một loài tò vò trong họ Ichneumonidae.